# Parascotia lignaria
Parascotia lignaria là một loài bướm đêm trong họ Erebidae.